# 昏暗球蛛
昏暗球蛛（学名：Theridion obscuratum）为球蛛科球蛛属的动物。在中国大陆，分布于湖北等地。该物种的模式产地在湖北宣恩。